# California Crossing
California Crossing  è il settimo album in studio del gruppo musicale stoner rock statunitense Fu Manchu, pubblicato nel 2001.

## Tracce
1. Separate Kingdom – 3:41
2. Hang On – 3:39
3. Mongoose – 4:10
4. Thinkin' Out Loud – 3:27
5. California Crossing – 3:36
6. Wiz Kid – 3:51
7. Squash That Fly – 2:56
8. Ampn' – 3:35
9. Bultaco – 3:11
10. Downtown in Dogtown – 3:18
11. The Wasteoid – 3:52

## Formazione
- Scott Hill - voce, chitarra
- Brant Bjork - batteria
- Bob Balch - chitarra
- Brad Davis - basso